# جنگ و صلح
جنگ و صلح (به روسی: Война́ и мир یا Voyná i mir) نام رمان مشهور لئو تولستوی، نویسنده بزرگ روس است.
تولستوی کتاب جنگ و صلح را در سال ۱۸۶۹ میلادی نوشت. این کتاب یکی از بزرگ‌ترین آثار ادبیات روسی و از مهم‌ترین رمان‌های ادبیات جهان به‌شمار می‌رود. در این رمان طولانی بیش از ۵۸۰ شخصیت با دقت توصیف شده‌اند و یکی از معتبرترین منابع تحقیق و بررسی در تاریخ سیاسی و اجتماعی سده نوزدهم امپراتوری روسیه است که به شرح مقاومت روس‌ها در برابر حملهٔ ارتش فرانسه به رهبری ناپلئون بناپارت می‌پردازد. منتقدان ادبی آن را یکی از بزرگ‌ترین رمان‌های جهان می‌دانند. این رمان، زندگی اجتماعی و سرگذشت چهار خانواده اشرافی روس را در دوران جنگ‌های روسیه و فرانسه در سال‌های ۱۸۰۵ تا ۱۸۱۴ به تصویر می‌کشد.

## زمینه نگارش
تولستوی در سال ۱۸۶۳ شروع به نوشتن رمانی با نام دکابریست‌ها کرد. قهرمان این داستان، یک دکابریست بود که به همراه خانواده‌اش به روسیه بازگشته‌بود. تولستوی به گفته خودش، بعد از مدتی دریافت که باید به سال ۱۸۲۵، یعنی دوران اشتباهات و بدبیاری‌های قهرمان داستانش بازگردد. اما قهرمان داستانش در ۱۸۲۵ یک فرد بالغ بود و تولستوی به این نتیجه رسید که برای تبیین شخصیتش باید به عقب‌تر بازگردد و راجع به دوران افتخار روسیه در ۱۸۱۲ بنویسد؛ بنابراین برای بار دوم نوشتن را رها کرد و این بار یکسره دربارهٔ این دوران نوشت.

## تاریخچه انتشار
این کتاب اولین بار به صورت سریالی در یکی از روزنامه‌های روسیه به نام پیام‌آور طی سال‌های ۱۸۶۵ و ۱۸۶۷ منتشر شد. اما انتشار کامل آن به‌عنوان یک کتاب، در سال ۱۸۶۹ اتفاق افتاد. این نسخه در چهار جلد شامل ۱۵بخش و یک موخره، از بین هفت نگارشی انتخاب شد که همسر تولستوی طی ۴ سال از نوشته‌های او استخراج کرده بود. کتاب جنگ و صلح، پس از انتشار به زبان‌های مختلفی ترجمه شد و به چاپ رسید.

## شخصیت‌ها
مهم‌ترین شخصیت‌های این حماسهٔ بزرگ عبارتند از: شاهزاده آندری بالکونسکی، کنت پیر بزوخوف، کنتس ناتاشا روستوا، شاهدخت ماریا بالکونسکایا، کنت نیکولای روستوف، شاهزاده آناتول کوراگین، شاهدخت هلن کوراگینا، شاهزاده واسیلی کوراگین،  شاهزاده بوریس دروبتسکوی، دولوخوف، واسکا دنیسف، کنت پتیا روستف،  کنتس ورا روستوا، سونیا روستوا، کنت ایلیا روستوف، کنتس روستوا، شاهدخت لیزا بالکونسکایا، شاهزاده نیکولای بالکونسکی. شاهدخت آنا میخایلوونا دروبتسکایا.

## اقتباس
این رمان بارها مورد اقتباس قرار گرفت و نمایش‌ها، فیلم‌ها و سریال‌های متعددی با اقتباس از آن ساخته‌ شد. مشهورترین آن‌ها مجموعه فیلم جنگ و صلح با کارگردانی سرگئی باندارچوک است که موفق به دریافت جوایز معتبری هم شد.

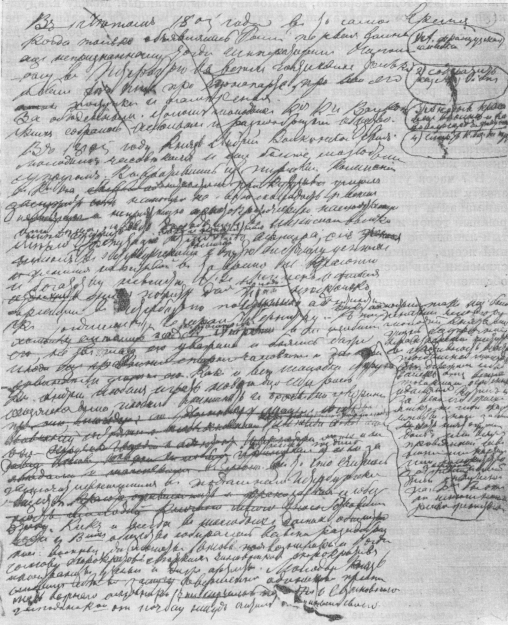
دست‌خط تالستوی (جنگ و صلح)
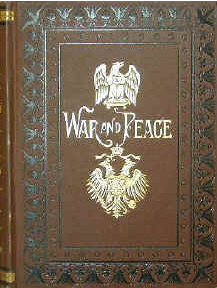
روی جلد یک نسخهٔ انگلیسی
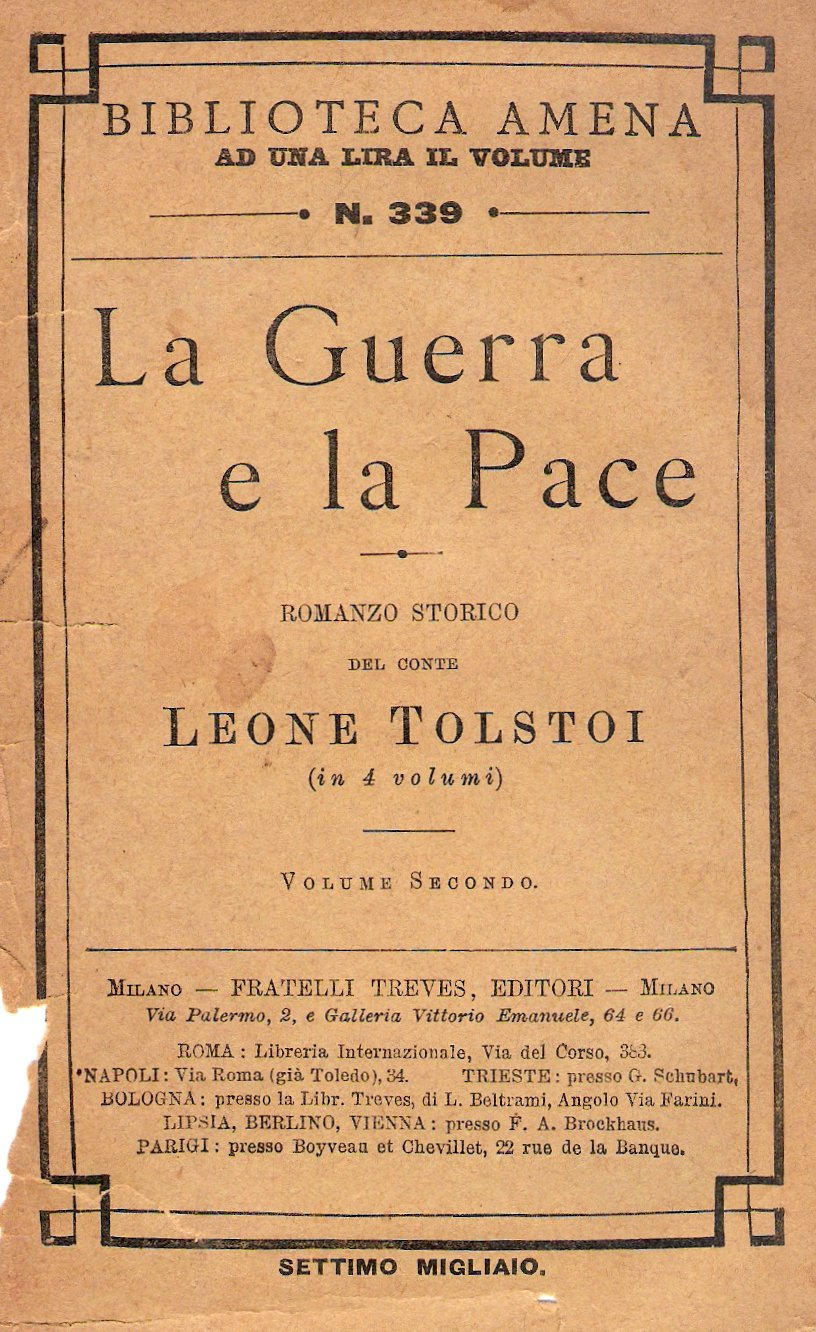
روی جلد یک نسخهٔ ایتالیایی

## ترجمه فارسی
کتاب جنگ و صلح توسط افراد مختلفی به زبان فارسی ترجمه شده‌است که برخی از آنان عبارتند از: سروش حبیبی، کاظم انصاری، شهلا انسانی، سوسن اردکانی، مصطفی جمشیدی، آرزو خلجی مقدم، مصباح خسروی و محمدرضا سرشار